# Los Ángeles (Larráinzar)
Los Ángeles es una localidad del municipio de Larráinzar ubicado en la región de Los Altos del estado mexicano de Chiapas.

## Geografía
La localidad de Los Ángeles se sitúa en las coordenadas geográficas 16°55′00″N 92°43′35″O / 16.91667, -92.72639, a una elevación de 1,913 metros sobre el nivel del mar.

## Demografía
Según el Censo de Población y Vivienda 2020, efectuado por el Instituto Nacional de Estadística y Geografía, la localidad de Los Ángeles tiene 94 habitantes, de los cuales 45 son del sexo masculino y 94 del sexo femenino. Su tasa de fecundidad es de 2.66 hijos por mujer y tiene 20 viviendas particulares habitadas.
| Gráfica de evolución demográfica de Los Ángeles entre 2010 y 2020 |
|                                                                   |
| INEGI.                                                            |